# Knoxville (Missouri)
Pour les articles homonymes, voir Knoxville.
Knoxville est une communauté non constituée en société du centre-nord du comté de Ray, dans l'État américain du Missouri et une partie de la région métropolitaine de Kansas City.
La communauté est à l'intersection de la Missouri Route 13 et de la Missouri Route HH. La ville de Richmond est à 11 milles (17,7 km) au sud et la limite du comté de Ray-Caldwell est à 5 milles (8,05 km) au nord. La rivière Crooked coule à environ 2 milles (3,22 km) à l'ouest de la communauté et la zone de conservation de la rivière Crooked est à 3 milles (4,83 km) au sud-ouest de la communauté.

## Histoire
Knoxville est fondée dans les années 1830. Aménagée en 1837 par John Graves, du Tennessee, elle est dénommée, le 24 janvier 1838, Buncombe. Le nom Buncombe est choisi parce que certains des colons venaient du comté de Buncombe, en Caroline du Nord ; cependant, le nom a été rapidement modifié (une grande partie des premiers colons étant originaires du Tennessee) en Knoxville, d'après Knoxville, au Tennessee,. Un bureau de poste appelé Knoxville est créé en 1838 et reste en activité jusqu'en 1904.
Lorsque le comté de Caldwell, juste au nord du comté de Ray, est créé par la législature du Missouri en 1836 en tant que zone de peuplement pour les saints des derniers jours, ou mormons, une bande de terre de 6 milles (9,66 km) de large allant d'est en ouest, connue sous le nom de Buncombe's Strip, est devenu un sujet de débat. Nommée d'après Buncombe, aujourd'hui Knoxville, cette zone avait été désignée par une loi de 1825 comme appartenant à tout futur comté créé au nord du comté de Ray. Les mormons ont généralement accepté d'éviter de s'installer dans cette région ; en janvier 1839, à la suite de la guerre des Mormons, la législature a déplacé cette bande dans le comté de Ray,.